# Athabasca (Alberta)
Athabasca [əθəˈbæskə] ist eine am Athabasca River gelegene Ortschaft, mit dem Status einer Kleinstadt (englisch Town). Sie liegt in der kanadischen Provinz Alberta, etwa 145 km nördlich von Edmonton und ist das Zentrum sowie Verwaltungssitz des Bezirks (englisch municipal district) Athabasca County.
Die Ansiedlung wurde 1877 von der Hudson’s Bay Company unter dem Namen Athabasca Landing angelegt und in den folgenden Jahrzehnten zu einer Pelzhandelsstation ausgebaut. Als Athabasca Landing war es zwischen den 1820er Jahren und den 1840er Jahren ein wichtiger Streckenpunkt des York Factory Express, einer Fernhandelsroute der Hudson’s Bay Company zwischen der York Factory an der Hudson Bay und dem Fort Vancouver im Columbia District. Heute liegt Athabasca an der so genannten Northern Woods and Water Route, einer touristischen Route die durch die vier westlichen Provinzen Kanadas führt.
Während des Klondike-Goldrauschs war Athabasca Durchgangslager für die Goldsucher, die auf dem Landweg nach Dawson zogen. Von 1912 bis 1914 erlebte der Ort einen Aufschwung, der durch den allgemeinen Boom durch den Bau von Eisenbahnlinien und die Landnahme durch Siedler begründet war. Die Bevölkerung stieg auf 2000 Einwohner an. Die Aufschwungphase nahm mit der Rezession in Alberta 1914 ihr Ende.
In Athabasca befindet sich die Athabasca University, die auf Fernunterricht spezialisiert ist.

## Demographie
Der Zensus im Jahr 2016 ergab für die Gemeinde eine Bevölkerungszahl von 2.965 Einwohnern, nachdem der Zensus im Jahr 2011 für die Gemeinde noch eine Bevölkerungszahl von 2.990 Einwohnern ergab. Die Bevölkerung hat dabei im Vergleich zum letzten Zensus im Jahr 2011 um 0,8 % abgenommen, während der Provinzdurchschnitt bei einer Bevölkerungszunahme von 11,6 %. Im Zensuszeitraum 2006 bis 2011 hatte die Einwohnerzahl in der Gemeinde um 15,9 % abgenommen, während sie im Provinzdurchschnitt um 10,8 % zunahm.
Für den Zensus 2016 wurde für die Gemeinde ein Medianalter von 40,2 Jahren ermittelt. Das Medianalter der Provinz lag 2016 bei nur 36,7 Jahren. Das Durchschnittsalter lag bei 40,8 Jahren, bzw. bei 37,8 Jahren in der Provinz. Zum Zensus 2011 wurde für die Gemeinde noch ein Medianalter von 38,8 Jahren ermittelt. Das Medianalter der Provinz lag 2011 bei nur 36,5 Jahren.

## Persönlichkeiten
- Alissa York (* 1970), Schriftstellerin
- Maxwell Elgert (* 1998), Volleyballspieler